# ゴールデンエイジ・ヒップホップ
ゴールデンエイジ・ヒップホップ（golden age hip hop）は、ヒップホップ・ミュージックの歴史において、オールドスクール・ヒップホップに続く全盛期である。日本では、ミドルスクールと呼ばれたりもするが、世界的にはこの言葉はそれほど一般的ではない。期間としては80年代半ばのRun-D.M.C.やUTFO、LLクールJ、フーディニらの登場から、1990年代初頭のGファンクまでを指す。

## 概要
この世代の特徴は、多用されるソウル、R&B、ファンクの（ジェームス・ブラウンやPファンクなど）サンプリングと、ライムにときおり見られるアフリカ中心主義があげられる。この世代のラッパーたちは、ニューヨーク市などの東海岸を拠点とした。ジュース・クルー・オールスターズ、ラキム、KRS-One、チャックDといったラッパーたちは、ラップの芸術性の向上を目指し、機知に富んだ洒落、効果的な言葉遊びの水準を引き上げ、サンプリングを多用したサウンド作りをおこなったさらには、デラソウル、ア・トライブ・コールド・クエスト、ブラック・シープ、リーダー・オブ・ザ・ニュースクールといった面々は、自分たちの周りに存在する世界に関する深い理解を語っていく思想に富んだ製作を行い、後に続くコンシャス・ヒップホップの先駆けとなった。ゴールデンエイジ・ヒップホップから、数々の新たな様式が生まれていく。ラップの進化はニューヨークのみに留まらず、フィラデルフィア、ニュージャージー州、シカゴ、さらに80年代後半には西海岸カリフォルニア州、南部諸州地域へと波及していく。現在までに、地元の黒人音楽を代表するラッパーたちを育む基礎が確立されたのは、この時期である。例えば、現在ではテキサス州の有名ラップ・ミュージシャンとなったゲトー・ボーイズのスカーフェイスやUGKなどは、この時期にその技量を発揮し始め、後の地位の基礎を築いている。またこの時期に、デフジャムがシュガーヒルやエンジョイに続く、インディー・レコードレーベルとして立ち上げられ、パブリック・エネミーやLLクールJの活躍により成長を遂げていった。なお、デフジャムは、すぐにメジャーのコロンビアの配給になっている。

## 歴史

### 東海岸
この時期、ヒップホップの人気が高まると共に、次々と新たなスタイルと様式が出現してきた。Run-D.M.C.は、エアロスミスの代表曲の一つ「ウォーク・ディス・ウェイ」で、スティーヴン・タイラーらと共演を果たした。珍しく無くなってきたロックとヒップホップの融合ではあるが、この共演はその先駆け的存在である。また、1985年の「ショウストッパ」を発表した黒人女性トリオのソルト・ン・ペパが登場した。80年代後半には西海岸ヒップホップのアイスTが「パワー」などのアルバムを発表した。この曲は、後のNWAらのギャングスタ・ラップの足がかりとなった。1987年にパブリック・エネミー、翌年にはブギ・ダウン・プロダクションズがデビューを果たした。両者ともラジカルで政治的な作品を世に送り出した。1988年と89年には、ネイティブ・タン一派がアルバムを発表し、意識の高いヒップホップも登場。彼らの楽曲はジャズバンドの音をサプリングし、そこに多様で風変わり、かつ政治的な色合いを帯びた詩をのせたものであった。また70年代から活動していたアフリカ・バンバータによるズールネーションが発したアフリカ中心主義思想からも、大きな影響を受けていた。1988年、パブリック・エネミーの2枚目のアルバムが発売され、当時のヒップホップアルバムのとして賞賛を受ける。彼らの特徴は、無機質なトラックに、過激な政治的歌詞が絡み合うことで、それまでのヒップホップではあまり見られなかった、新しい楽曲を提供したことにある。

### 黒人の誇り、政治意識
この時期、ヒップホップには、黒人の自尊心、民族団結、自己覚醒などを高揚していく流れが高まってきた。パブリック・エネミー、クール・モー・ディー、Xクラン、ブギーダウンプロダクションズといった面々は、アメリカの社会/政治状況に対する嫌悪感を露にし、そしてそれらが黒人社会に与える影響を問題視し始めた。またこの時期、ラキム、ビッグ・ダディ・ケイン、プア・ライチャス・ティーチャーズ、ブランド・ヌビアンといった5％ネーションに所属するムスリム・ラッパーが、そのライムの中で、教義の伝導を行った。 更にヒップホップは、暴力廃絶運動である「ストップ・ザ・ヴァイオレンス・ムーブメント」も展開。KRS-Oneが中心となり、MCライト、パブリック・エネミー、ヘビーD、クール・モー・ディーらと共に、『セルフディストラクション（自滅）』という曲を世に送り出した。
80年代中頃まで、ヒップホップ界で活躍する女性はシークエンスや、ファンキー・フォーの1人など少なかった。しかし、ロクサーヌ・シャンテが「ロクサーヌリベンジ」を、ソルト・ン・ペパが「ショーストッパ」を、それぞれ発表して以来、ヒップホップ界における女性たちは、男性中心だった市場の中でも、同じ舞台で活躍するようになった。MCライト、クイーン・ラティファ、モニー・ラブ（曲「イッツ・ア・シェイム」）などの女性ラッパーたちがシングルやアルバムを発表し、ラジオでオンエアされるようになっていった。

### ニュー・スクール・ヒップホップ
この時期、新たなニュースクール・ヒップホップというジャンルが確立し始め、人気を博すようになった。それは、ネイティブタングズの面々たち、ア・トライブ・コールド・クエスト、デ・ラ・ソウル、ブラック・シープ、ジャングル・ブラザーズ、ステッツァソニックどが確立していったスタイルである。またディガブル・プラネッツやギャング・スター、アンドレ・3000の手によって、ジャズ・ラップも登場した。加えて、ダグ・E・フレッシュ、ビズ・マーキーなどの活躍で、ヒューマンビートボックスの人気も高まっていった。
この時期の最も重要なアーティストたちとして、マーリー・マールのコールド・チリン・レコードに集結し、創作集団「ジュースクルー」を結成した面々がいた。ビッグ・ダディ・ケインは、流暢な・ファストラップの流れや、セクシーな魅力で名を馳せ、クールGラップは複雑な言葉運びで頭角を表した。さらにユーモアにあふれるパフォーマンスを見せたビズ・マーキー、ブギ・ダウン・プロダクションズとの「ブリッジウォーズ」と呼ばれるビーフを繰り広げたマスタ・エース、MCシャンといったラッパーたちである。現在のラッパーの中にも、その影響力に対して、ケインやクールGラップをリスペクトする者も多い。

### 西海岸Gラップの隆盛
当時、ニューヨークを中心とする東海岸地帯がヒップホップの中心勢力ではあったが、ロサンゼルスを中心とする西海岸地帯がヒップホップをさらなる表舞台へと導く役割を担ってきたことに疑いの余地は無い。アフリカ色が濃く、政治的な色合いを帯びた東部のラッパーたちとは異なり、トーン・ロック、ヤングMC、サー・ミクス・ア・ロット、MCハマーといった西部のラッパーたちは、ポップ・ラップというジャンルの基盤を固めていった。しかしながら、そのように一方では、毎日が｢愉快な宴｣のように思えた西海岸であったが、ギャングスタ・ラップが成熟度を高めていく中で、別の部分、ギャング抗争、警察の蛮行、薬物、貧困、といった闇の部分が暴かれていった。N.W.A.が「ストレイト・アウタ・コンプトン」で脚光を浴びることになった時、彼らはアメリカの貧民街の残忍性や露骨な生活ぶりを明らかにした。これは、ブギ・ダウン・プロダクションズ、ジャストアイス、パブリックエネミーといった西部ハードコア・ヒップホップの流れでは、あまり見られない手法であった。東海岸のラップでは、性的表現は巧みな言葉回しほど重視されず、ときには不快であり不適切であると見なされた。但し、東海岸と同様の政治的なラップを行ったアイス・キューブなどラッパーもおり、彼は90年代初めに商業的な成功を収めた2枚のアルバムを世に送り出した。2パックも方向性がギャングスタ・ラップに向かう以前、90年代初頭には、様々な政治的/社会的問題についてラップしている。当時、ヒップホップで育ってきた者たちは、この新たな西海岸からの波を重要視した。なぜならば、ラップの複雑な流れよりも、衝撃や毒舌表現にはまったのである。そのため、MTVの「Yo！MTV・ラップス）やBETの「ラップシティ」などの番組では、急激に西海岸の音楽ビデオが放映されるようになっていった。

### 南部ラップ
南部では、重低音が特徴のマイアミベースが、エレクトロホップや他のヒップホップに影響を受けたダンス音楽などから発展してきていた。ルーサー・キャンベルや彼のグループであるツー・ライヴ・クルーなどが代表的な存在である。1989年の「ナスティ・アズ・ゼイ・ワナビー」の発売で、ツー・ライヴ・クルーはアメリカ国内で大ヒットを記録した。ツー・ライヴ・クルーを筆頭とするマイアミベースは、南部ラップの1形態にすぎず、そのクラブ志向の強い音楽性は、ヒップホップのコアなファンからは、それほど重視されることはなかった。南部のヒップホップは、台頭するまで時間がかかった。しかしながら、この時期にゲトー・ボーイズなどが頭角をあらわしてきたことで、西海岸のヒップホップと同じように、南部ヒップホップも全盛への道を歩む。やがて、マスター・Pが1996年にソウルヒットを放ったスリー・6・マフィアなどが南部ラップを大きく盛り上げていった。